# Spartan Stadium (San José)
El Spartan Stadium es un estadio que se encuentra en San José (Estados Unidos). Es un estadio multiusos, aunque normalmente se usa para la práctica del fútbol. Fue inaugurado en 1933 y tiene una capacidad de 30 456 personas.

## Historia
Fue inaugurado en 1933 con un aforo de 4000 personas. Se ha renovado varias veces a lo largo de los años. La remodelación más importante se hizo en los años 80, cuando se amplió el estadio de 18 000 a 30 456 espectadores, su capacidad actual. Para los partidos de la Major League Soccer el aforo está limitado a 26 525 espectadores. En 2009 se puso céspde artificial.
El estadio es usado para la práctica del fútbol, fútbol americano y lacrosse.
El estadio albergó cuatro partidos de la Copa Mundial Femenina de Fútbol de 1999.
La mayor asistencia de público a un partido se produjo el 23 de agosto de 2003 en el encuentro entre el San Jose State Spartans y el Grambling State Tigers (31 681 espectadores). 
ZZ Top celebró un concierto en este recinto al que asistieron unas 37 000 personas.

## Equipos
El Spartan Stadium ha sido utilizado por varios equipos de la ciudad a lo largo de los años:
- San Jose State Spartans (Western Athletic Conference, 1993-actualmente)
- San Jose Earthquakes (North American Soccer League, 1974-1984)
- San José Earthquakes (Major League Soccer, 1996-2005)
- San Jose CyberRays (Women's United Soccer Association, 2001-2003)
- Silicon Valley Football Classic (National Collegiate Athletic Association, 2000-2004)
- San Francisco Dragons (Major League Lacrosse, 2008)
- California Redwoods (United Football League, 2009-actualmente)

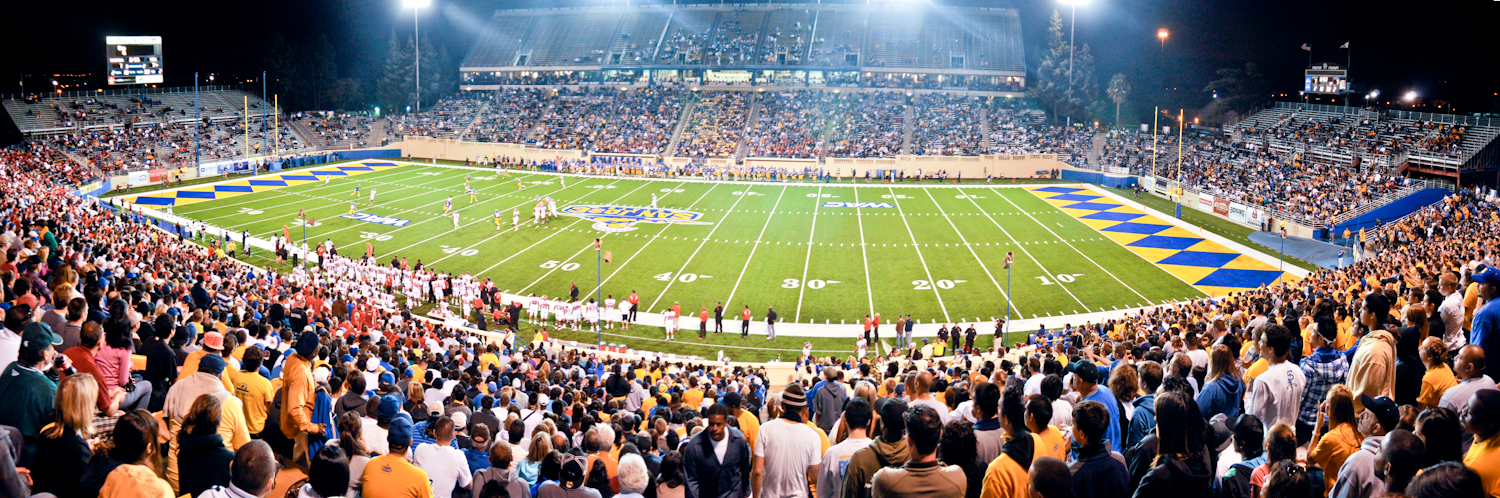
Primera temporada con el césped artificial, partido San Jose State - Utah, 2009

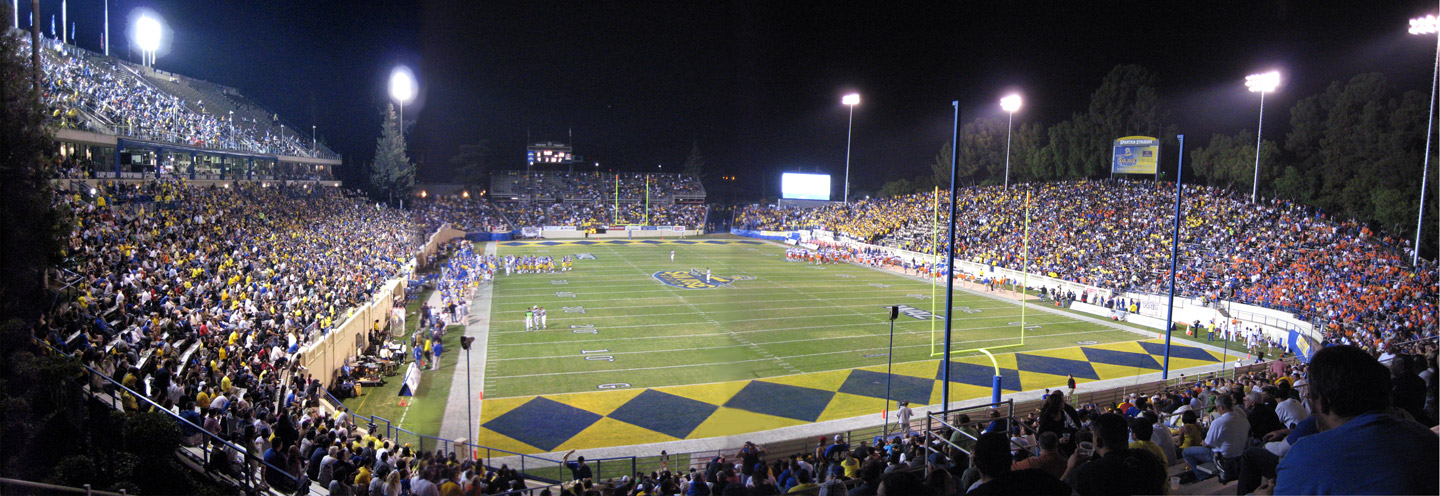
Spartan Stadium. Partido San Jose State - Boise State, 2008